# Nymoran
Nymoran är ett naturreservat i Arjeplogs kommun i Norrbottens län.
Området är naturskyddat sedan 2016 och är 5,1 kvadratkilometer stort. Reservatet omfattar gammelskogar och med myrmarker och Gargån i söder. Reservatet består av urskogsliknande barrskog med flera 400-åriga tallar. Dessutom finns i våtmarkerna gransumpskog.